# Jan Soukup (lední hokejista)
Jan Soukup (20. dubna 1942, Ostrava – 6. ledna 2021) byl československý hokejový obránce a trenér.

## Osobní život
Jeho bratr Karel Soukup byl také ledním hokejistou, který hrával za TJ VŽKG Ostrava.  V roce 2009 se jeho vnučka Hanka Überallová provdala za českého hokejistu Rostislava Olesze.  Otcem Hanky Überallové je bývalý český útočník Jiří Überall, který rovněž hrával za TJ Vítkovice.

## Ocenění a úspěchy
- 1961, 1966, 1973 Postup s týmem TJ VŽKG Ostrava do ČSHL

## Klubové statistiky
| Sezona        | Klub             | Soutěž        | Základní část | Základní část | Základní část | Základní část | Základní část | Play off | Play off | Play off | Play off | Play off |
| Sezona        | Klub             | Soutěž        | Z             | G             | A             | B             | TM            | Z        | G        | A        | B        | TM       |
| ------------- | ---------------- | ------------- | ------------- | ------------- | ------------- | ------------- | ------------- | -------- | -------- | -------- | -------- | -------- |
| 1960–61       | VŽKG Ostrava     | 1.ČSHL        | —             | —             | —             | —             | —             | —        | —        | —        | —        | —        |
| 1961–62       | Rudá hvězda Brno | ČSHL          | 12            | 4             | 1             | 5             | —             | —        | —        | —        | —        | —        |
| 1962–63       | TJ ZKL Brno      | ČSHL          | 7             | 3             | 3             | 6             | —             | —        | —        | —        | —        | —        |
| 1963–64       | VŽKG Ostrava     | ČSHL          | 12            | 2             | 0             | 2             | —             | —        | —        | —        | —        | —        |
| 1964–65       | VŽKG Ostrava     | ČSHL          | 31            | 1             | 0             | 1             | —             | —        | —        | —        | —        | —        |
| 1965–66       | VŽKG Ostrava     | 1.ČSHL        | —             | —             | —             | —             | —             | —        | —        | —        | —        | —        |
| 1966–67       | VŽKG Ostrava     | ČSHL          | —             | —             | —             | —             | —             | —        | —        | —        | —        | —        |
| 1967–68       | VŽKG Ostrava     | 1.ČSHL        | —             | —             | —             | —             | —             | —        | —        | —        | —        | —        |
| Celkem v ČSHL | Celkem v ČSHL    | Celkem v ČSHL | 62            | 10            | 4             | 14            | —             | —        | —        | —        | —        | —        |